# 阿米兰·帕皮纳什维利
阿米兰·帕皮纳什维利（1988年6月17日—），格鲁吉亚男子柔道运动员，2014年世界柔道锦标赛男子60公斤级铜牌得主、2018年世界柔道锦标赛男子60公斤级铜牌得主。